# Kościół Niepokalanego Poczęcia Najświętszej Maryi Panny w Połczynie-Zdroju
Kościół Niepokalanego Poczęcia NMP w Połczynie-Zdroju – zabytkowa, neogotycka świątynia katolicka, zlokalizowana w centrum Połczyna-Zdroju, w sąsiedztwie głównego deptaku – ulicy Grunwaldzkiej. Jest siedzibą parafii Niepokalanego Poczęcia NMP.

## Historia
Pierwsza wzmianka o istnieniu kościoła pochodzi z 1389, ale świątynia mogła istnieć wcześniej, prawdopodobnie od 1343. W 1418 patronat nad obiektem objęli joannici. W 1505 kościół spłonął wraz z miastem (odbudowano go w 1515). W 1544 umarł w Połczynie ostatni kamieński biskup katolicki – Erazm von Manteuffel. Od 1545 przez 400 lat kościół użytkowali protestanci. W 1547 dobudowano wieżę, a w 1628 wstawiono nowy ołtarz. Kolejny pożar miał miejsce w 1705. Świątynię odbudowano po nim dopiero w 1743. Obecną neogotycką bryłę kościół zyskał w latach 1860-1870.
W czasie II wojny światowej odprawiano w Połczynie msze dla polskich robotników przymusowych w jednej z sal szkolnych. 28 października 1945 świątynia wróciła do katolików – odbyło się uroczyste poświęcenie (dokonał tego ksiądz oblat Jan Krzyżkowski). W 1981 odbudowano wieżę, która została zniszczona po uderzeniach piorunów w 1943, 1950 i 1994.

## Zabytki
- ołtarz główny starogardzkiego rzeźbiarza Brocka z 1626 – niezachowany,
- profilowany portal,
- witraże Edwarda Schwartza,
- XVII-wieczna, ludowa rzeźba Ostatniej Wieczerzy,
- żeliwna płyta nagrobna Erazma von Manteuffla z 1544 – najcenniejszy zabytek świątyni.

## Galeria

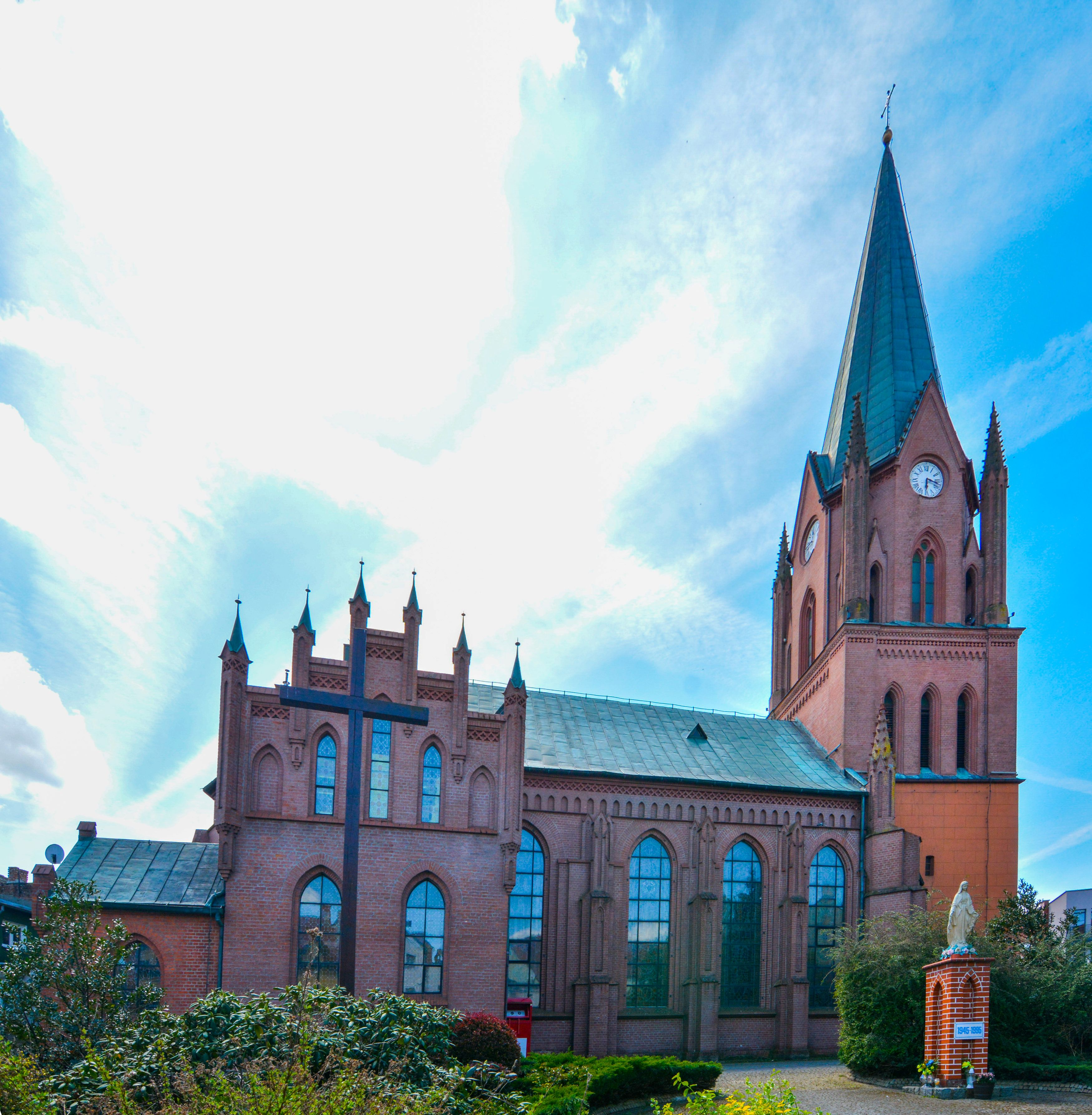
widok od strony północnej
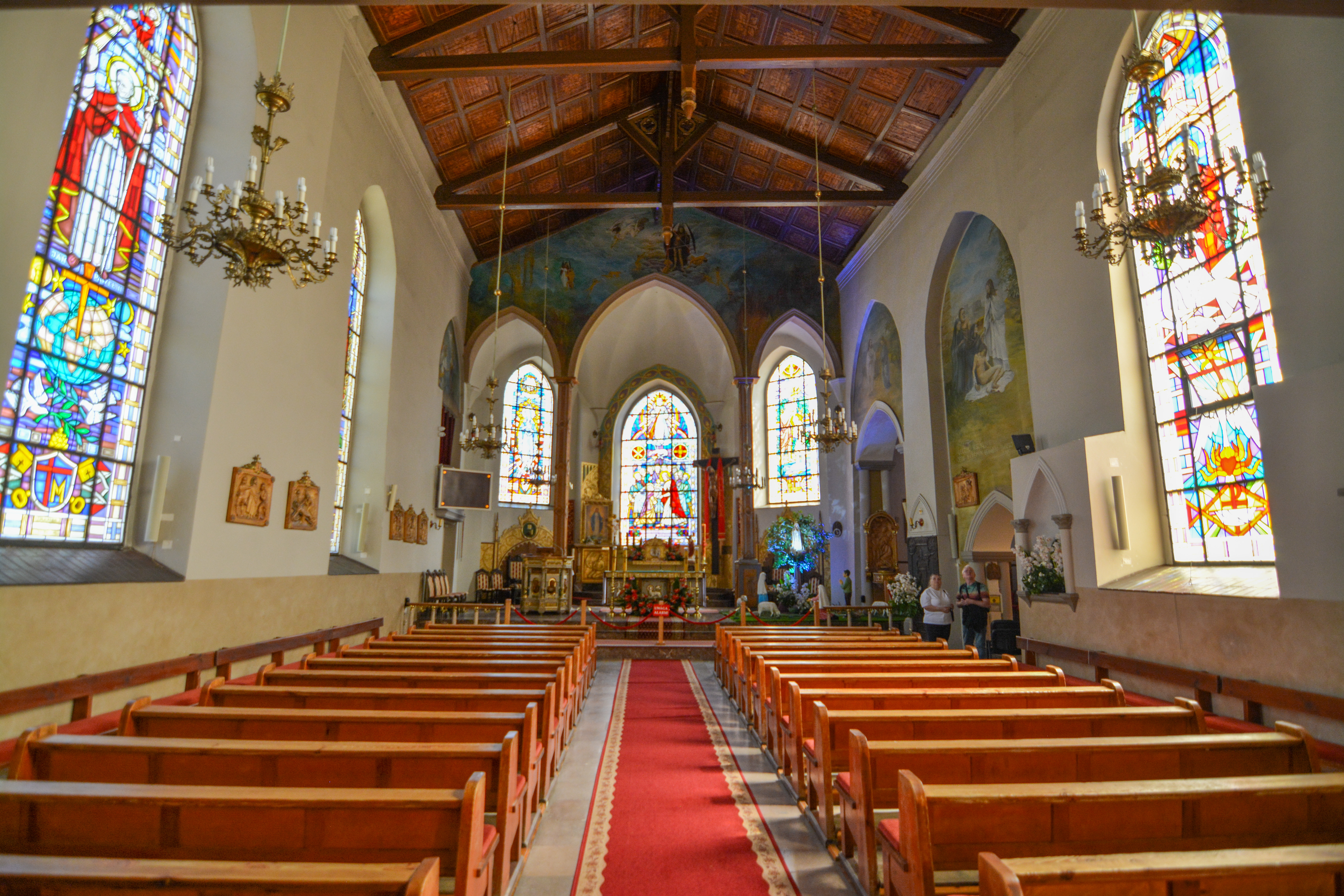
wnętrze - widok na prezbiterium
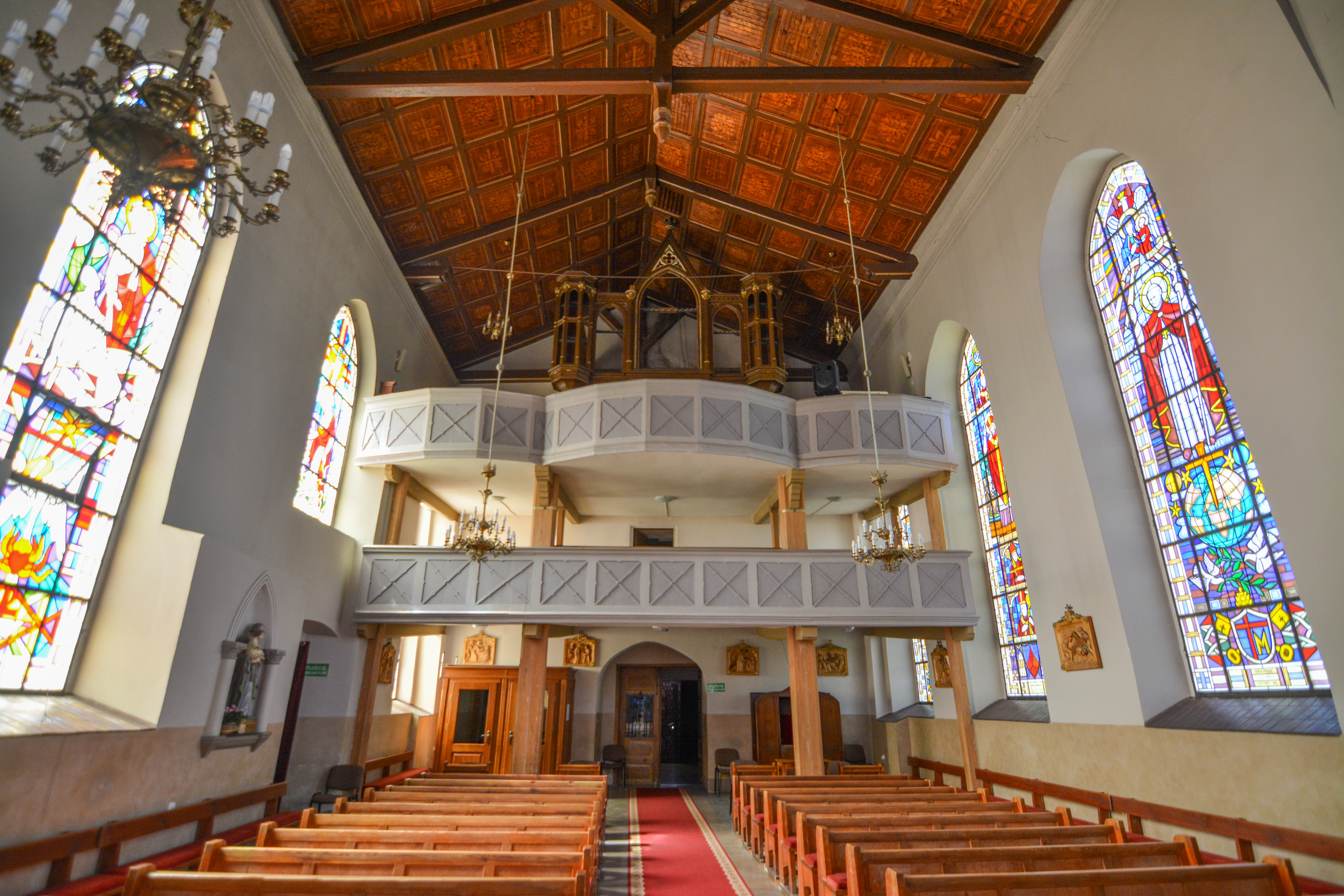
wnętrze - widok na emporę organową
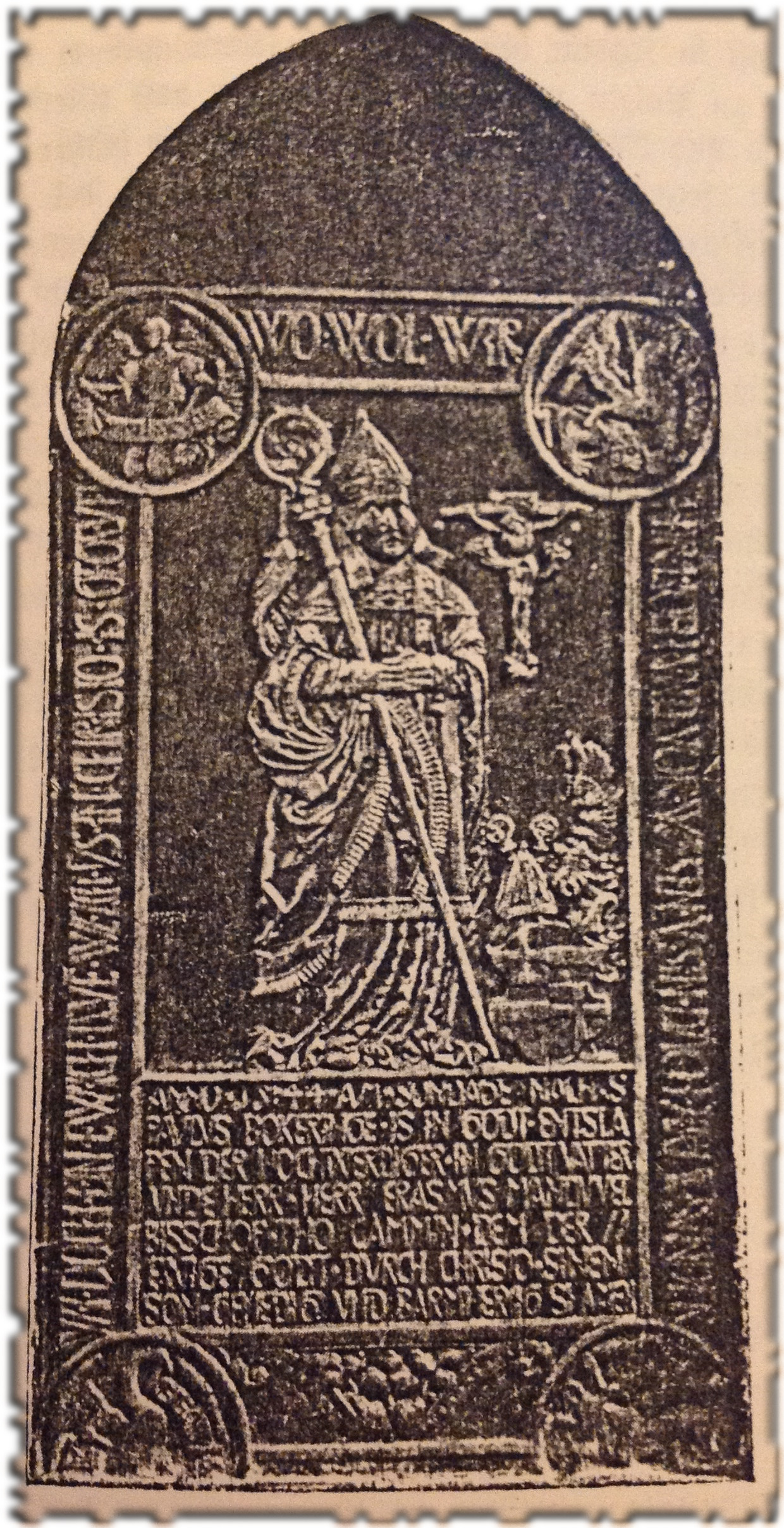
Płyta grobowa E.Manteuffla